# Иосифляне (XX век)

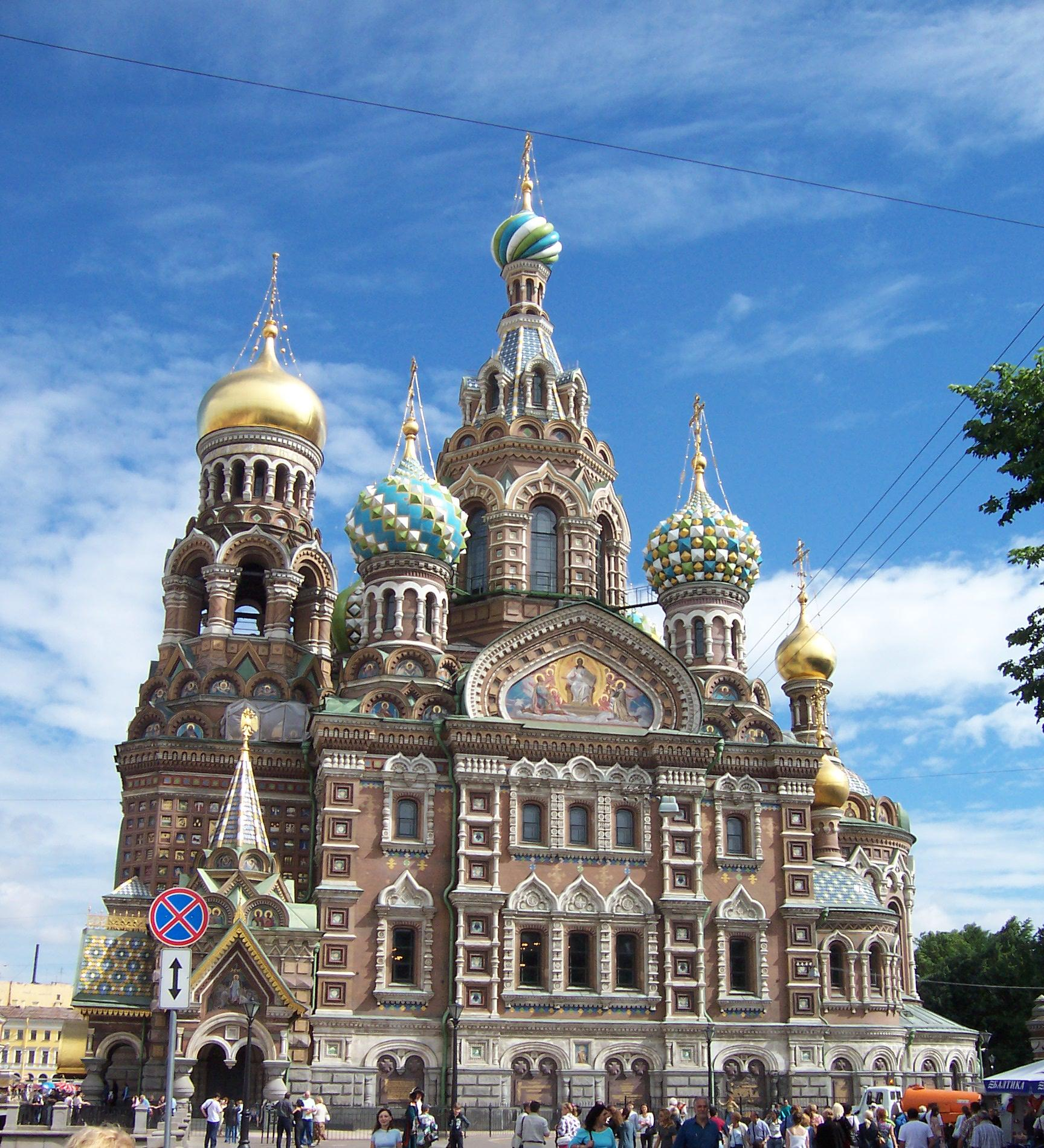
Собор Воскресения Христова («Спас на Крови») — главный храм иосифлян в Ленинграде

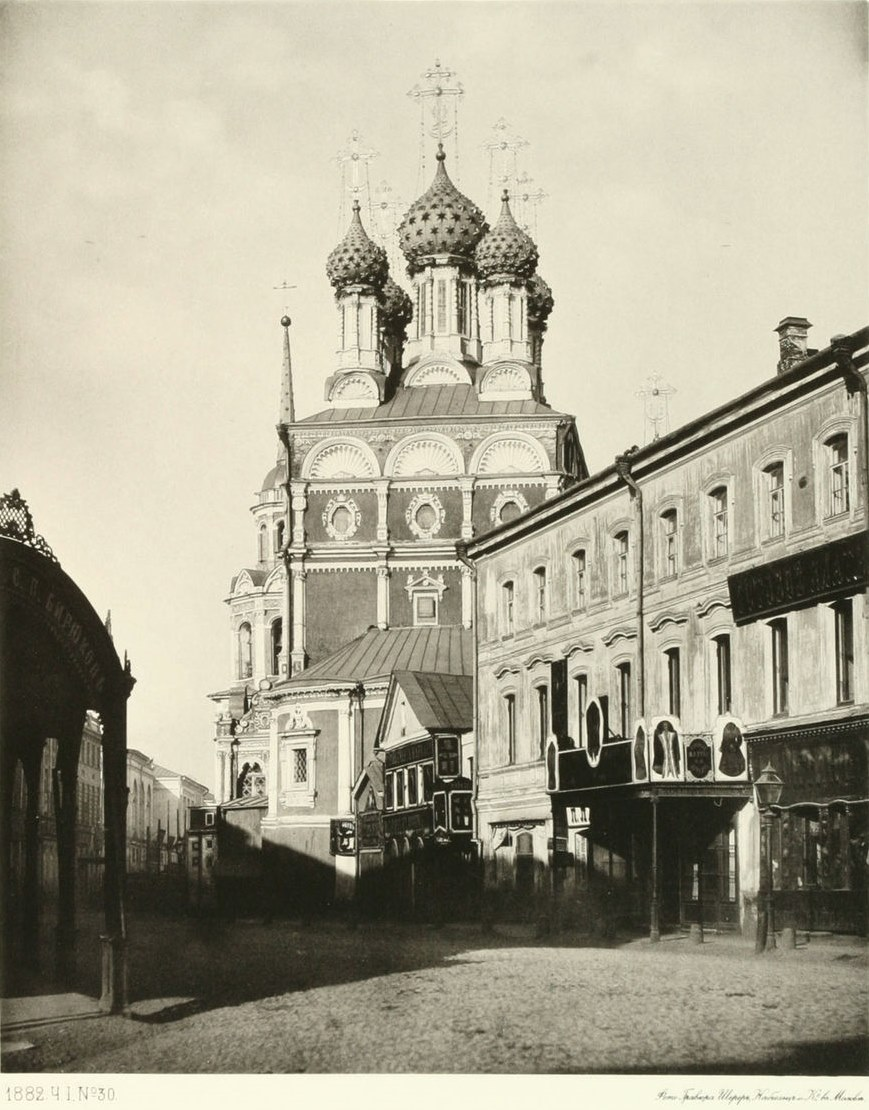
Храм Николы «Большой Крест» — главный храм московских иосифлян

Иосифля́нство — устоявшееся обозначение оппозиционного движения в Русской православной церкви, возникшего в СССР в конце 1927 года среди духовенства и мирян, вслед за митрополитом Иосифом (Петровых) отвергавших «Декларацию…» заместителя патриаршего местоблюстителя митрополита Сергия (Страгородского) от 29 июля 1927 года и контроль органов ОГПУ над кадровой политикой Московской патриархии под руководством митрополита Сергия (Страгородского). Поводом для возникновения движения был отказ признать законность смещения с Ленинградской епархии митрополита Иосифа (Петровых) заместителем патриаршего местоблюстителя митрополитом Сергием.
Будучи частью более широкого течения непоминающих, иосифляне — в отличие от последних — пытались создать централизованную административную структуру во главе с их фактическим лидером архиепископом Димитрием (Любимовым). Иосифляне были наиболее многочисленным и сплочённым церковным течением среди непоминающих. Численность приходов, присоединившихся к иосифлянству, достигала, по подсчётам историков Михаила Шкаровского и Алексея Беглова, примерно 2,5 тысяч. Центром движения стал Ленинград, значительное распространение иосифлянство получило также в Вятской, Ижевской, Новгородской, Воронежской, Тамбовской, Краснодарской, Киевской и Харьковской епархиях.

## История
Движение имело первоначальный очаг в Ленинграде, где непосредственной причиной недовольства был указ митрополита Сергия и Временного Патриаршего Священного Синода при нём (осень 1927 года) о перемещении митрополита Иосифа с Ленинградской кафедры в Одессу, но получило поддержку и в других регионах СССР, в особенности среди ссыльного духовенства Соловецкого лагеря. По мнению Михаила Шкаровского, причиной острого недовольства среди епископата служила не сама «Декларация» митрополита Сергия, но то, что «Заместитель Патриаршего Местоблюстителя допустил вмешательство гражданских властей в кадровую политику: проведение епископских хиротоний с согласия государственных органов, перемещение архиереев по политическим мотивам (за несколько месяцев было перемещено около сорока архиереев), замещение кафедр осуждённых епископов и т. п.».
В ноябре 1927 года к митрополиту Сергию прибыла делегация представителей ленинградских клириков и мирян во главе с епископом Гдовским Димитрием, которая безуспешно убеждала его пересмотреть Декларацию и отменить распоряжения, принятые после её издания. После этого противники «новой церковной политики» заместителя Патриаршего местоблюстителя оформили и обнародовали акт отделения от митрополита Сергия как «узурпатора высшей церковной власти».
6 февраля 1928 года митрополит Иосиф подписал акт отхода от митрополита Сергия в составе Ярославской епархии; в тот же день появилась его резолюция о согласии возглавить отделившихся от митрополита Сергия в Ленинградской епархии: «Митрополит Ярославский Агафангел (Преображенский) с прочими епископами Ярославской Церковной области отделились также от митр. Сергия и объявили себя самостоятельными в управлении вверенными им паствами, к чему я присоединил свой голос. По сему благому примеру нахожу благовременным открыто благословить подобное же правильное отделение части Ленинградского духовенства со своими паствами. Согласен на просьбу возглавить это движение своим духовным руководством и молитвенным общением и попечением; готов не отказать в том же и другим, желающим последовать доброму решению ревнителей Христовой истины. Молю Господа, да сохранит всех нас в единомыслии и святой твердости духа в переживаемом Церковью новом испытании».
В послании к ленинградской пастве от 2 марта 1928 года митрополит Иосиф сообщал о переходе на самоуправление митрополита Ярославского Агафангела и трёх его викариев (Серафим (Самойлович), Варлаам (Ряшенцев), Евгений (Кобранов)), поручал временное управление Ленинградской епархией епископу Гдовскому Димитрию (который вместе с другим викарием — епископом Нарвским Сергием — инициировал движение в Ленинграде, подписав 26 декабря 1927 года акт отхода от митрополита Сергия, «сохраняя апостольское преемство чрез Патриаршего Местоблюстителя Петра (Полянского), Митрополита Крутицкого») и просил епископа Григория в качестве его наместника продолжать управление Александро-Невской лаврой и возносить его имя за богослужением, несмотря на невозможность для него приехать в Ленинград.
После ссылки митрополита Иосифа в феврале 1928 года фактическим руководителем движения стал и был признан многими противниками митрополита Сергия наиболее радикально настроенный епископ Димитрий.
Указ митрополита Сергия и Временного Патриаршего Синода при нём от 6 августа 1929 года объявлял иосифлян (так же как ранее обновленцев) раскольниками и предписывал «обращающихся из этих расколов, если последние крещены в расколе, принимать через таинство Св. Миропомазания». Сами же иосифляне себя раскольниками не считали, признавая возглавителем Русской церкви пребывавшего в тюрьмах и ссылках Патриаршего местоблюстителя митрополита Петра.
Большинство иосифлян смотрело на митрополита Сергия, как на иерарха, превысившего свои полномочия и допустившего по этой причине неправильные действия, а часть видела в нём настоящего отступника от Православия, предателя и убийцу церковной свободы, общение с которым невозможно даже в том случае, если его действия признает сам Патриарший местоблюститель. К выразителям умеренных взглядов из руководителей движения принадлежали сам митрополит Иосиф, епископ Сергий (Дружинин), протоиерей Василий Верюжский; более жёсткую позицию, доходившую до отрицания таинств «сергиан», занимали епископ Димитрий, протоиерей Феодор Андреев, священник Николай Прозоров и профессор Михаил Новосёлов.
Главным храмом иосифлян в Ленинграде был собор Спаса на Крови во главе с настоятелем протоиереем Василием Верюжским. В 1929 году в Ленинграде были арестованы все активные сторонники движения: Василий Верюжский, Иоанн Никитин, Сергий Тихомиров, священник Николай Прозоров, монахиня мать Кира; ранее, в мае 1929 года, скончался протоиерей Феодор Андреев.
В Москве наиболее видным лидером движения был популярный настоятель храма Николы «Большой Крест» у Ильинских ворот протоиерей Валентин Свенцицкий, который перед смертью, не меняя своего взгляда на компромиссы митрополита Сергия, принёс ему покаяние за отпадение от церковного единства и получил прощение. Одним из основных идеологов «иосифлянского» движения был духовный писатель Михаил Новосёлов.
В центре и на юге европейской России десятки иосифлянских приходов окормлялись епископом Козловским, управляющим Воронежской епархией Алексием (Буем) — так называемые «буевцы».
К средине 1940-х годов иосифлянское движения как обособленное и организованное направление в русском православии прекратило существование. Часть из немногих выживших в лагерях иосифлянских деятелей вместе со своей паствой примирилась с Московской патриархией, как то: протоиереи Василий Верюжский, Алексий Кибардин, Василий Венустов, Константин Быстреевский, священник Пётр Белавский и др. Непримиримая часть представителей движения полностью слилась с катакомбниками, составив в их среде особую традицию.

## Значение и оценка
Так, церковный историк митрополит Иоанн (Снычёв) утверждал, что «ядро идеологии иосифлянского раскола — отрицательное отношение к отечественной советской действительности, а церковно-канонические мотивы лишь внешняя оболочка».
Архиепископ Иларион (Троицкий), не одобряя «Декларации» митрополита Сергия, осудил также и отделившихся от него:

Всем отделяющимся я до крайней степени не сочувствую. Считаю их дело совершенно неосновательным, вздорным и крайне вредным. Не напрасно каноны 13-15 Двукр. Собора определяют черту, после которой отделение даже похвально, а до этой черты отделение есть церковное преступление. А по условиям текущего момента преступление весьма тяжкое. То или другое административное распоряжение, хотя и явно ошибочное, вовсе не есть «Casus belli». Точно так же и всё касающееся внешнего права Церкви (то есть касающееся отношения к государственной политике и под.) никогда не должно быть предметом раздора. Я ровно ничего не вижу в действиях митр. Сергия и Синода его, что бы превосходило меру снисхождения или терпения. Ну, а возьмите деятельность, хотя бы Синода с 1721 по 1917 г. Там, пожалуй, было больше сомнительного, и, однако ведь, не отделялись. А теперь будто смысл потеряли, удивительно, ничему не научились за последние годы, а пора бы, давно пора бы… Это большая беда…
В июле 1929 года определением митрополита Сергия и Временного патриаршего Священного синода при нём в числе раскольников, помимо обновленцев и григориан, упоминались «последователи бывшего Ленинградского митрополита Иосифа [Петровых], бывшего Гдовского епископа Димитрия [Любимова], бывшего Уразовского епископа Алексия [Буя]». Таинства, совершённые ими (помимо крещения), признавались недействительными.
Реабилитация репрессированных иосифлян началась ещё в 1956 году, что свидетельствует об их незаконном осуждении даже исходя из норм советского права.
В 1981 году Архиерейский собор Русской православной церкви заграницей канонизировал в общей сложности более 50 деятелей иосифлянства, в том числе большинство иосифлянских епископов.
Несмотря на то, что большинство из иосифлян скончалось (как правило, казнены органами НКВД) вне общения с Московской патриархией, многие из них были канонизированы на Архиерейском соборе 2000 года в лике новомучеников и исповедников Российских; причём канонизированы были даже весьма радикально настроенные по отношению к митрополиту Сергию, такие как епископ Виктор (Островидов), Михаил Новосёлов, осуждённый за то, что «играл решающую роль в идеологическом объединении духовенства, оппозиционного митрополиту Сергию (Страгородскому)», 10 деятелей буевского движения. 11 марта 2020 года в Московском Патриархате также были канонизированы епископы Максим (Жижиленко) и Сергий (Дружинин).